# Bradford Dillman
Bradford „Brad” Dillman (ur. 14 kwietnia 1930 w San Francisco, zm. 16 stycznia 2018 w Santa Barbara) – amerykański aktor filmowy i telewizyjny.

## Filmografia

### Filmy
- 1958: Pewien uśmiech jako Bertrand Griot
- 1969: Franciszek z Asyżu jako Franciszek z Asyżu
- 1969: Most na Renie jako major Barnes
- 1971: Ucieczka z Planety Małp jako dr Lewis Dixon
- 1973: Tacy byliśmy jako J.J.
- 1974: Złoto jako Manfred Steyner
- 1976: Strażnik prawa jako kapitan McKay
- 1978: Rój jako major Baker
- 1978: Pirania jako Paul Grogan
- 1983: Nagłe zderzenie jako kapitan Briggs

### Seriale TV
- 1963: Spotkanie z Alfredem Hitchcockiem jako Bill Nelson
- 1964: Doktor Kildare jako Tony Warren
- 1964: Spotkanie z Alfredem Hitchcockiem jako Howard Clements
- 1966: Doktor Kildare jako Andrew Webb
- 1971: Bonanza jako Griff Bannon
- 1972: Columbo jako Tony Goodland
- 1973: Barnaby Jones jako Terry McCormack
- 1974: Barnaby Jones jako Charles Kohlmeyer / Stanley Rickland
- 1975: Barnaby Jones jako Robert Travis
- 1976: Barnaby Jones jako Roger Le Barron
- 1980: Aniołki Charliego jako Tony Kramer
- 1982-83: Falcon Crest jako Darryl Clayton
- 1983: Statek miłości jako pan Harrison
- 1984: Dynastia jako Hal Lombard
- 1987: Napisała: Morderstwo - odc. Murder to a Jazz Beat jako detektyw porucznik Simeon Kershaw
- 1987: Napisała: Morderstwo - odc. Death Takes a Dive jako Dennis McConnell
- 1987: Napisała: Morderstwo - odc. Skradziony scenariusz (Steal Me a Story) jako Avery Stone
- 1989: Christine Cromwell jako Peter Murkin
- 1990: Napisała: Morderstwo - odc. Hannigan's Wake jako policjant komandor Bradley Folkes
- 1991: Napisała: Morderstwo - odc. Unauthorized Obituary jako Arthur Brent
- 1993: Napisała: Morderstwo - odc. Final Curtain jako Eric Benderson
- 1994: Napisała: Morderstwo - odc. Wheel of Death jako Carl Dormer
- 1995: Napisała: Morderstwo - odc. Twice Dead jako Richard Ellston